# Mount Rennie
Mount Rennie ist ein verschneiter und 1555 m hoher Berg im Süden der Anvers-Insel im Palmer-Archipel vor der Westküste der Antarktischen Halbinsel. Er bildet den zentralen Teil eines Gebirgskamms, der sich vom Mount Français in südwestlicher Richtung erstreckt.
Der Falkland Islands Dependencies Survey nahm 1944 grobe und 1955 detailliertere Vermessungen vor. Das UK Antarctic Place-Names Committee benannte ihn 1957 nach Alexander James Rennie (* 1930), der 1955 als assistierender Geodät für den Survey auf der Forschungsstation am Arthur Harbour tätig war.